# Nikon D7000
D90 D7100
Le Nikon D7000 est un appareil photographique reflex numérique, présenté par Nikon le 15 septembre 2010. Il remplace le D90 comme reflex de milieu de gamme.

## Caractéristiques
- Capteur CMOS 16,2 mégapixels de format APS-C DX, 15,6 x 23,6 mm.
- Processeur d'images Nikon EXPEED 2.
- Capteur de mesure lumière comportant 2016 photosites RVB.
- Écran TFT de 3 pouces (7,62 cm) avec une définition de 920 000 pixels.
- Vidéo Full HD (1920x1080)
- Mise au point autofocus 39 points avec quatre modes zone AF, dont le suivi 3D.
- Sensibilité ISO du capteur allant de 100 à 25600 ISO (position Hi2).
- Capot supérieur et face arrière constitués d'une coque en magnésium[2].
- Double carte SDXC[2].
- Niveau électronique horizontal[2].
- Viseur à couverture 100 % et grossissement x0,96[2].

## Accueil critique
- Certaines caractéristiques du D7000, témoignant d'une sensible montée en gamme, ont été saluées dès la mise à disposition de la presse spécialisée des premiers prototypes : mesure de la lumière sur 2 016 points RVB (cellule qui équipera les futurs Nikon professionnels[3]), autofocus Multicam à 39 collimateurs (dont neuf en croix dans la zone centrale) couvrant pratiquement la même surface que celui du Nikon D300[4], coque magnésium et protection anti-ruissellement (qui reste cependant moins efficace que celle du D300).
- Au chapitre des regrets ont été mentionnés le fait que l'écran arrière soit fixe, contrairement à celui des D5000 et D5100[5], qu'un HDR ne soit pas intégré[6] et que sa mise au point en mode vidéo soit insuffisamment réactive. Quelques défauts « de jeunesse » ont aussi été signalés, tel qu'un amortissement perfectible du miroir, ainsi qu'un problème aléatoire affectant le calage de l'autofocus[1].
- Nikon a reçu pour ce boîtier le prix TIPA (Technical Image Press Association) du meilleur reflex numérique avancé en 2011.

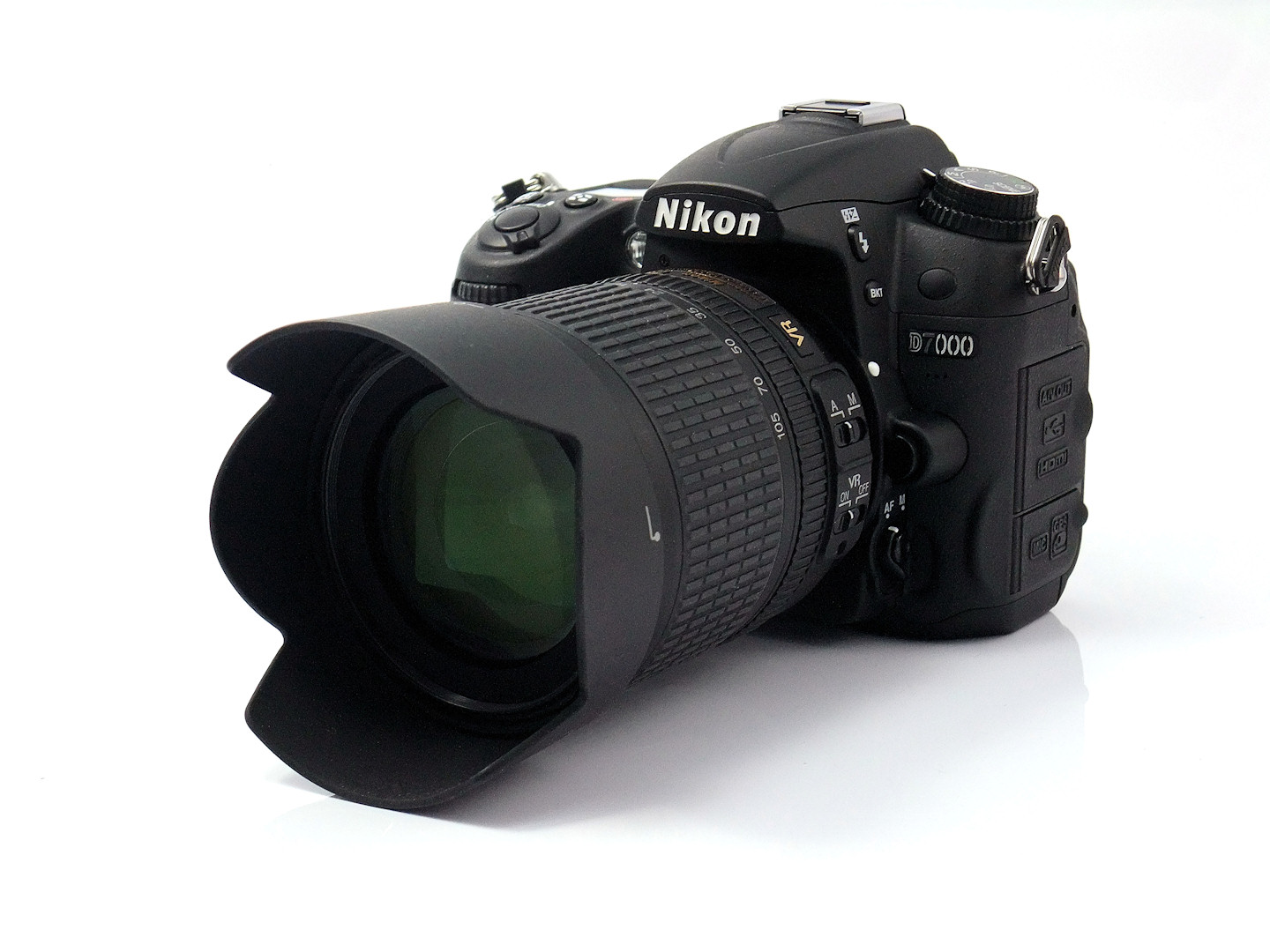
Nikon D7000 avec zoom 18-105
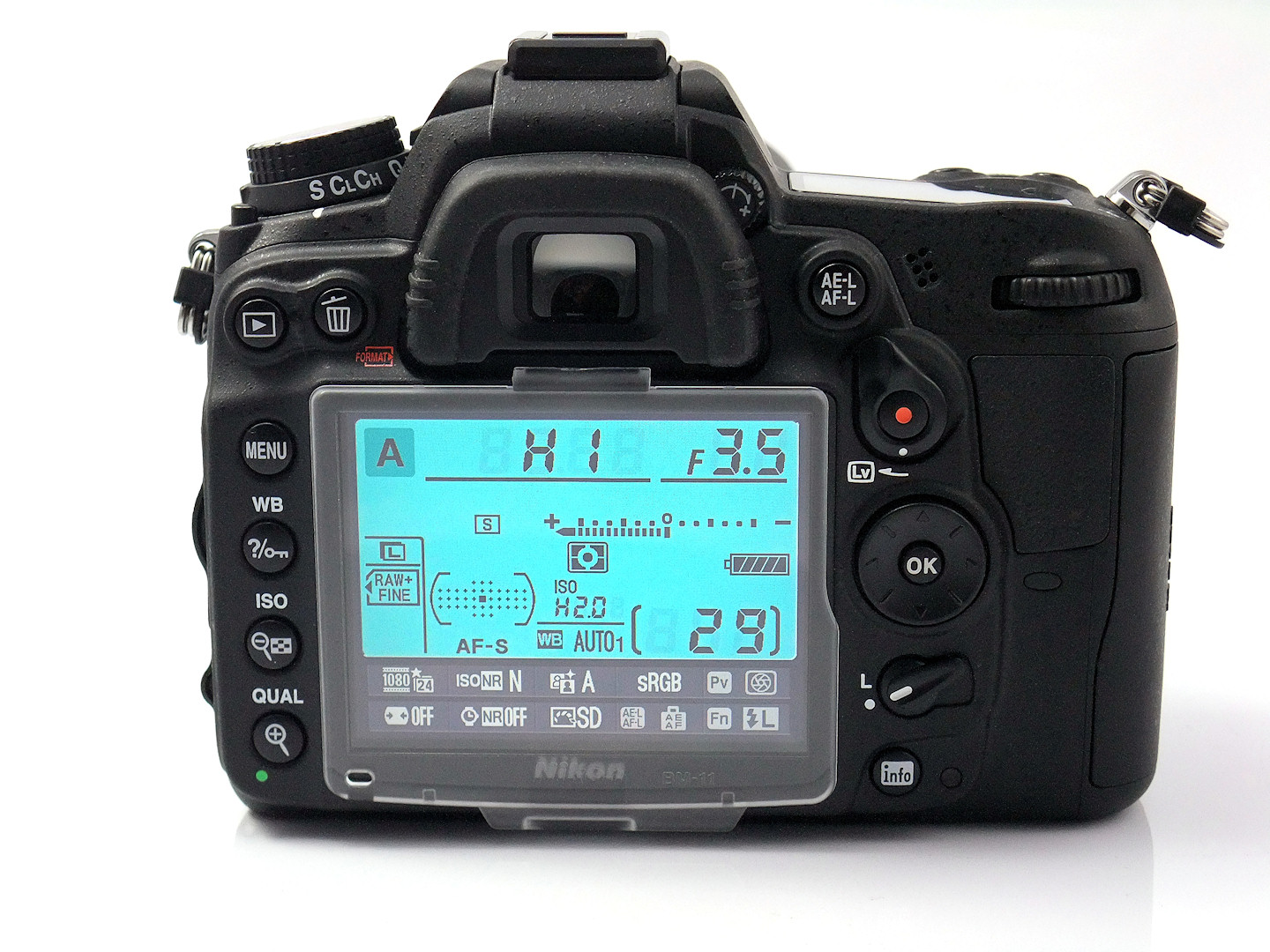
Nikon D7000, arrière
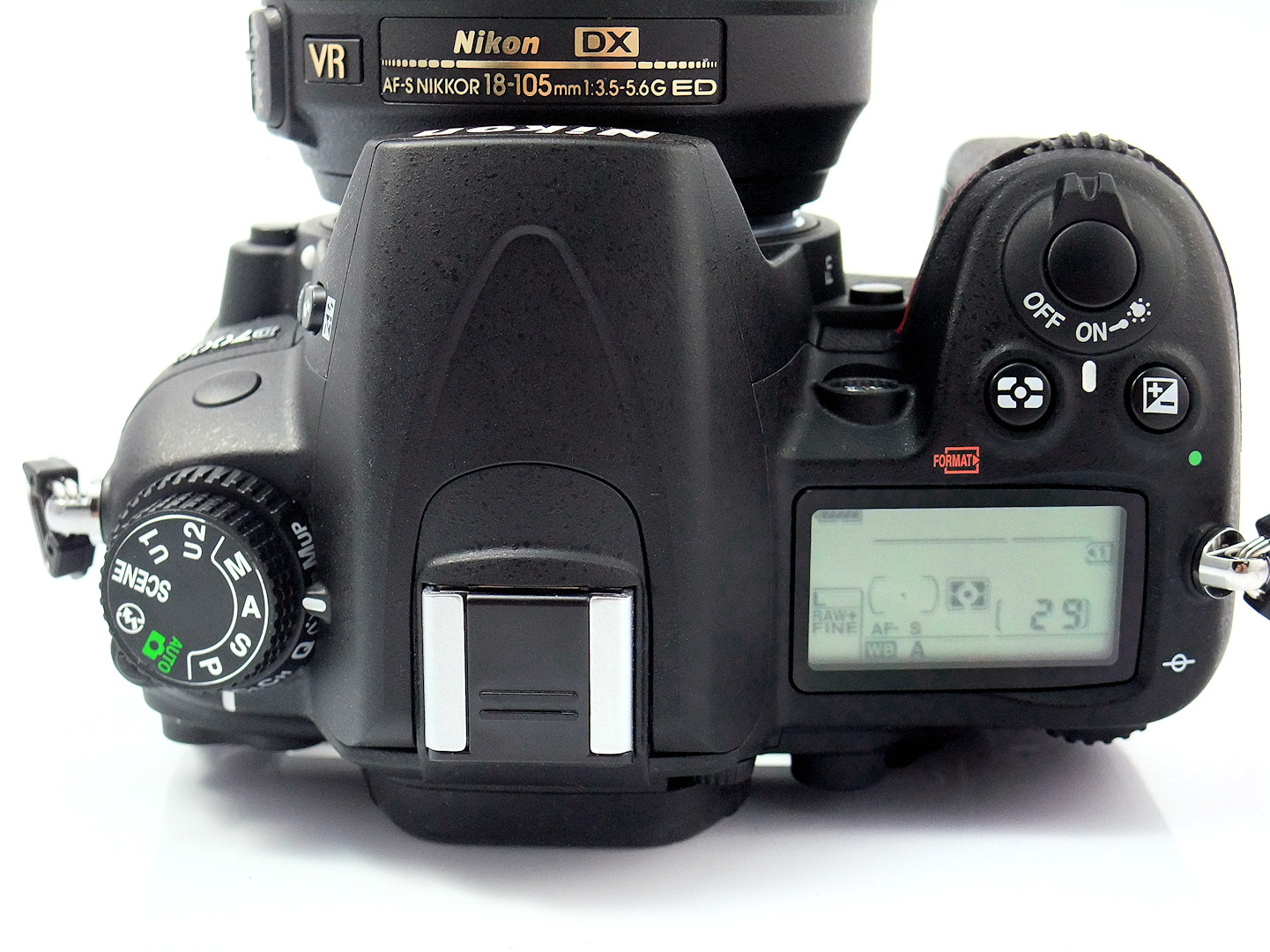
Nikon D7000, dessus